# Вельгомлини (Лодзинське воєводство)
Вельгомлини (пол. Wielgomłyny) — село в Польщі, у гміні Вельгомлини Радомщанського повіту Лодзинського воєводства.
Населення — 0 осіб (2011).
У 1975-1998 роках село належало до Пйотрковського воєводства.

## Демографія
Демографічна структура станом на 28 серпня 2023 року: 0 осіб і Tomasz Kolmasiak 